# 5511 Cloanthus
5511 Cloanthus eller 1988 TH1 är en trojansk asteroid i Jupiters lagrangepunkt L5. Den upptäcktes 8 oktober 1988 av det amerikanska astronom paret Eugene M. och Carolyn S. Shoemaker vid Palomar-observatoriet. Den är uppkallad efter Cloanthus, i den grekiska mytologin.
Asteroiden har en diameter på ungefär 39 kilometer.